# Džebel Toubkal
Džebel Toubkal (arabsko توبقال, latinizirano: tūbqāl, izgovorjava [tuːbqaːl]), tudi Jbel Toubkal ali Jebel Toubkal, je gora v jugozahodnem Maroku, ki leži v narodnem parku Toubkal. S 4167 m  je najvišji vrh Maroka, gorovja Atlas, Severne Afrike in arabskega sveta. Stoji 63 km južno od mesta Marakeš in je viden z njega. Toubkal je izjemno viden vrh, najvišji za več kot 2000 km. Po topografski izoliranosti je uvrščen na 27. mesto.

## Geografija
Čeprav velik del Visokega Atlasa sestavljajo sedimentne kamnine, je masiv Toubkal območje vulkanskih kamnin, ki so preperele v alpske grebene, ki jih razrezujejo globoke, ozke doline. Na jugu se gora strmo spušča za 1800 metrov do majhnega jezera, imenovanega Lac d'Ifni. Na zahodu je rob gore označen s prelazom Tizi n'Ouanoums na 3664 metrih. Od tega prelaza se gorski greben Z-J-Z dvigne do Toubkal West, ki tvori ramo na 4020 metrih, preden se nadaljuje do vrha na 4167 metrih.
Severna in zahodna stran Toubkala se stekata v dolino Mizane, ki ima na vrhu prelaza Tizi n'Ouanoums in Tizi n'Ouagane. Dve viseči dolini na zahodni strani gore - Ikhibi Nord in Ikhibi South zagotavljata enostaven dostop za pohodnike in plezalce, da dosežejo vrh Toubkala. Nekoč je severna dolina zagotavljala običajno pot vzpona, toda izgradnja planinske koče s strani francoskega alpskega kluba pod Ikhibi Sud zdaj spodbuja pohodnike, da se namesto tega vzpnejo po južni poti.

## Dostop
Toubkal je priljubljen med pohodniki in smučarskimi alpinisti, manj pa med plezalci, kljub enostavnemu dostopu in sončnemu podnebju. Pohodniki se gori običajno približajo iz Marakeša preko vasi Imlil ob koncu ceste. Za prenos opreme in hrane višje v gore lahko najamete usposobljene vodnike in nosače. Gre za zmeren vzpon in orientacija ni problem.
Običajna pot se začne s sprehodom do vasi Aroumd. Za Aroumdom prečka poplavno ravnico in pot sledi levemu pobočju doline proti jugu. Dolina se vije proti vzhodu do majhnega naselja Sidi Chamharouch, ki je zraslo okoli muslimanskega svetišča. Pri Sidi Chamharouch vodi pot čez potok in teče strmo navkreber na desno stran doline Isougouane, ki vodi do dveh kamnitih zatočišč (Refuge du Toubkal in Refuge Les Mouflons), ki se pogosto uporabljata kot bazni tabor na 3207 m.

## Poti
Prvi zabeleženi vzpon je bil 12. junija 1923, ki so ga izvedli markiz de Segonzac, Vincent Berger in Hubert Dolbeau, vendar so se na goro verjetno povzpeli že pred tem datumom. Toubkalova višina je bila izmerjena naslednje leto in določena na 4165 metrov. Danes izmerjen na 4167 metrov, je vrh okronan z velikim piramidalnim kovinskim trigonometričnim markerjem in ponuja razglede na večino Atlasa. Na goro Toubkal se je mogoče povzpeti v dveh dneh - prvi dan do zatočišča (približno sedem ur), drugi dan do vrha (približno štiri ure vzpona, tri ure spusta) in nazaj v Imlil (do pet ur).
Poleti so gore lahko zelo suhe, vendar so včasih izpostavljene nevihtam. Čeprav naj bi temperatura čez dan ostala nad ničlo, so možne pod lediščem nad 3500 m. Pozimi so gore prekrite s snegom in ledom in so lahko nagnjene k snežnim plazovom. Smučanje je možno, saj lahko sneg leži precej globoko in prekrije številna skalnata pobočja. Informacije o stanju poti se lahko dobi v turističnih uradih Marakeša ali v Imlilu.
1) Ikhibi Sud (običajna pot). Od zavetišča Toubkal pot prečka potok, se povzpne po strmem melišču proti vzhodu in vstopi v visečo dolino, nato pa se povzpne še na eno strmo pobočje, da doseže sedišče (Tizi'n'Toubkal na 3940 m). Na sedlu pot zavije levo (proti severu) v lahka pobočja do ozkega vršnega grebena Džebel Toubkala.
Vzpon poleti (od maja) je netehničen, a srednje težak, otežujejo ga le strma in spolzka melišča ter višinska bolezen. Potrebni so čvrsti čevlji in ustrezna (vetroodporna) oblačila, na melišču so v pomoč pohodne palice. Na preostalih snežiščih bo v zgodnjem poletju morda potreben cepin. Vzpon ob koncu zime in spomladi (februar/marec) je zahtevnejši; dereze so potrebne za vzpon po snegu in – ponekod – ledu. Vzpon: 960 m; 2,5 – 3 ure.
2) Ikhibi Nord Ni tako pogosto vzpon kot Ikhibi Sud, a tehnično lažji. Pot se začne nekaj časa po dolini od zatočišča Toubkal in zavije desno (proti vzhodu), da sledi stezi navzgor skozi visečo dolino do stebra na severni strani Toubkala. Vzpon: 1000 metrov; 3–4 ure. Prelaz omogoča dostop tudi do sosednjih vrhov Imouzzer 4010 m in Tibherine 3887 m.
3) Zahodno-severozahodni greben (ONO Arete). (Prvi vzpon J de Lepinay in druščina, 1936). Redko plezano, a dolgo in prijetno prečenje s številnimi vrzelmi in prelazi. Nekaterim težavam se je mogoče izogniti s spuščanjem po vrvi, razred III/IV; 7 ur.

## Drugo
17. decembra 2018 sta bila v terorističnem napadu blizu vznožja poti umorjena dva pohodnika iz Danske in Norveške.